# Franciszka Acciaiuoli

Herb rodziny Acciaiuoli

Franciszka Acciaiuoli – władczyni Księstwa Aten w latach 1394–1395.

## Życiorys
Była córką Nerio I Acciaiuoli. Została wydana za mąż za Karola I Tocco, hrabiego Kefalenii (1376–1429), władcy Epiru (1399–1429). Po śmierci Neria I Acciaiuoli w 1394 roku Karol I Tocco został dzięki temu księciem Aten. Władający Moreą Teodor I Paleolog, drugi z zięciów Neria I podjął próbę podważenia testamentu. Doprowadziło to do walk między szwagrami. Karol I wezwał na pomoc Turków, co z kolei spowodowało włączenie się do wojny Wenecjan, zaniepokojonych możliwością usadowienia się w Attyce sił tureckich. Wenecjanie opanowali Ateny i stawili skuteczny opór atakom tureckim. Ostatecznie władzę w Księstwie przejął władający Tebami syn Neria I, Antoni.